# Leticia Sigarrostegui García
Leticia Sigarrostegui García (* 17. Juli 1975 in Madrid) ist eine spanische Schriftstellerin.

## Leben
Leticia Sigarrostegui García wurde als Tochter einer Spanierin und eines Peruaners geboren. Nach ihrem Abschluss in Germanistik im Jahr 1999 zog sie zunächst nach Dänemark, dann nach Deutschland. In Hamburg ist sie Mitglied in der Hamburger Autorenvereinigung. García hat zwei Romane veröffentlicht.

## Werke
- Álvaro fue. Roman. Lengua de Trapo, Madrid 2007. ISBN 978-84-96080-94-2
- Mariposas en el estómago. Roman. Lengua de Trapo, Madrid 2008. ISBN 978-84-8381-039-2